# Langeweg

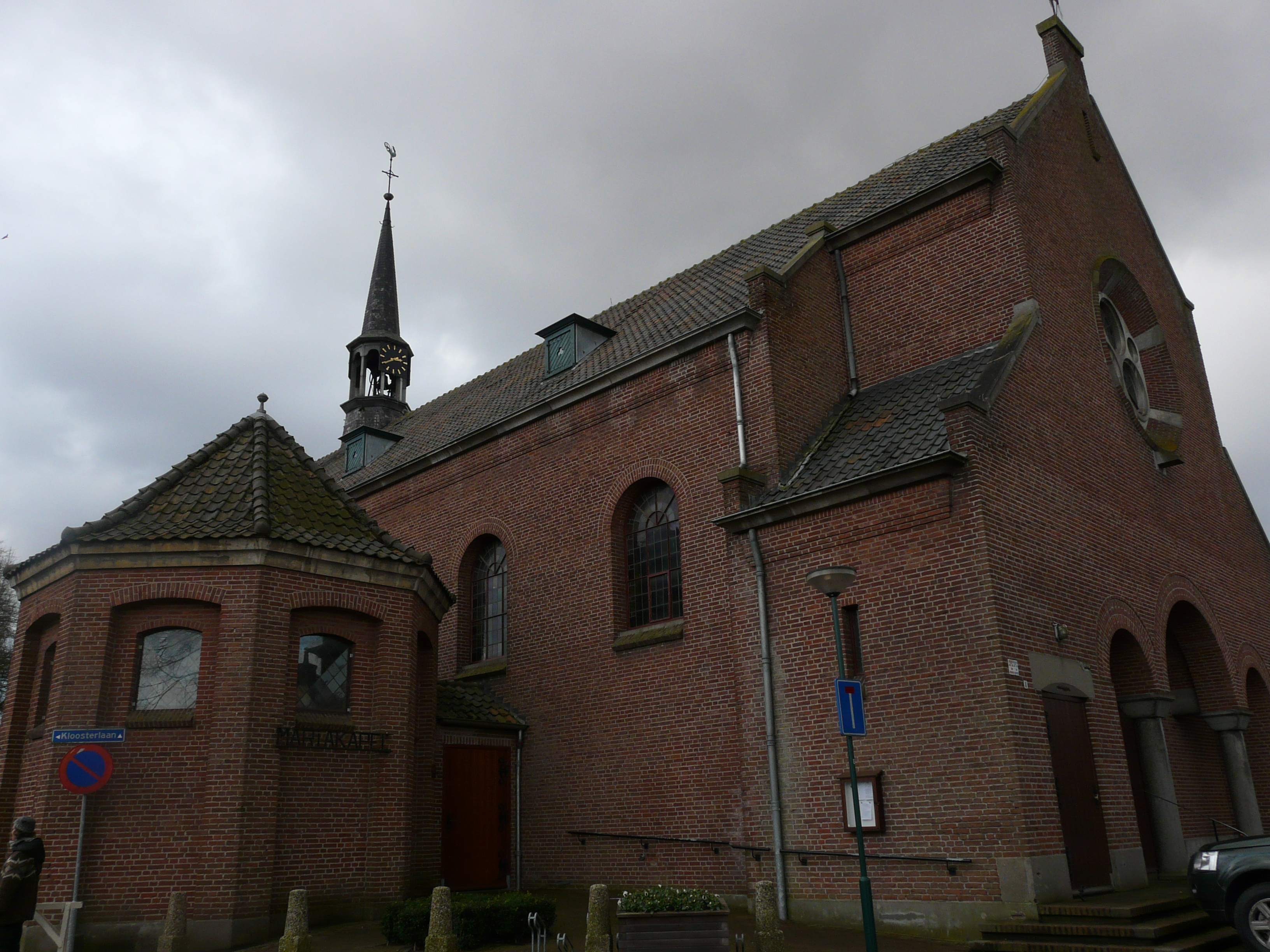
Heilig Hartkerk

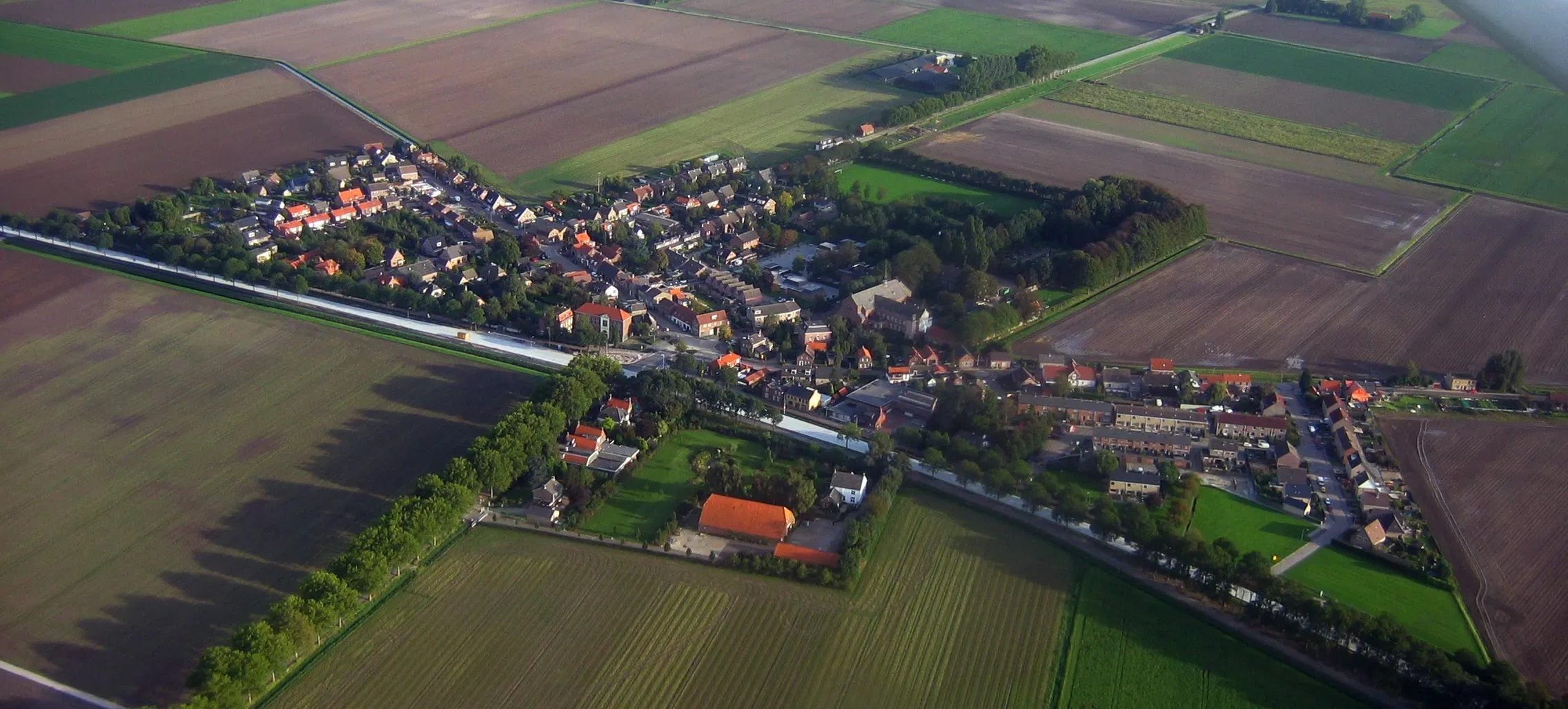
Langeweg in Vogelvlucht gemaakt door Stan van Gils

Langeweg is een dorp in de Nederlandse gemeente Moerdijk, provincie Noord-Brabant. Het dorp heeft ongeveer 895 inwoners en 258 huizen en is de kleinste kern van de gemeente Moerdijk. Het tien straten tellende dorp wordt omringd door landbouwgrond waarop akkerbouw en tuinbouw wordt verricht. Het ligt tussen Zevenbergschen Hoek en Zevenbergen.

## Geschiedenis
Vanaf 1267 vond in het gebied waarin nu Langeweg ligt, op grote schaal vervening plaats. Er liep een turfvaart naar Zevenbergen, die in 1962 werd gedempt, waarna er de Langeweg op werd aangelegd.
De eerste vermelding van het eigenlijke dorp stamt uit 1656. Het heet dan Slijckgadt, later gespeld als Slikgat. Aanvankelijk werden een aantal huizen gebouwd langs de Zuiddijk, die van 1358-1359 werd aangelegd, en de Slikgatse Dijk, die ná de Sint-Elisabethsvloed van 1421 werd aangelegd (1533-1538). In 1910 werd de naam Slikgat vervangen door de naam Langeweg.
Van belang is dat Slikgat op de grens van het Gewest Holland en de Baronie van Breda was gelegen. In het dorp bevindt zich nog een 15e-eeuwse grenspaal.
Van 1851 tot 1875 was er een tol met herberg aan de weg naar Zevenbergen.
In 1874 vestigden de Capucijnen zich in Slikgat. Zij waren afkomstig uit Meersel-Dreef en hadden onder meer tot taak om het geestelijk leven aldaar te ondersteunen. Tot dan toe lag Slikgat, verdeeld over drie parochies en twee bisdommen, erg ongunstig. De paters moedigden onder meer de verering van Donatus aan. Tot iets na de Tweede Wereldoorlog was Langeweg een Donatusbedevaartplaats, die ook een Donatusreliek bezat. De paters waren ook betrokken bij de ontwikkeling van Slikgat, onder meer door het bepleiten van een telefoonverbinding en de verharding van de wegen. Zij stichtten aldaar in 1887 bovendien een kleinseminarie, het Serafijns Seminarie genaamd. Dit werd in 1944 door oorlogshandelingen zwaar beschadigd. Het zette zijn bestaan voort als Sint-Oelbertgymnasium te Oosterhout. In 1972 is de laatste pater vertrokken. Het klooster werd in 1971 verkocht aan de Stichting Emmaus, die er sindsdien is gevestigd.
Gedurende de 19e en de eerste helft van de 20e eeuw was Langeweg een dorp met diverse winkels, ambachtslieden en een herberg. In 1999 sloot de laatste winkel zijn deuren.
In 1960 werd Langeweg een rectoraat en in 1978 een zelfstandige parochie.
Tot 1997 was het dorp verdeeld over twee gemeenten: Zevenbergen en Terheijden. Sinds 1997 maakt het deel uit van de nieuwe gemeente Moerdijk.

## Bezienswaardigheden
- De Heilig-Hartkerk, aan Kloosterlaan 10, is de kloosterkerk van de paters Kapucijnen. De oorspronkelijke kerk stamt uit 1874, maar deze werd in 1944 verwoest. In 1951 werd een nieuwe kerk ingewijd, ontworpen door P.C. Schellekens. De achthoekige voormalige doopkapel werd in 2003 ingezegend als Mariakapel. Het is een sobere bakstenen kerk met daktorentje, zoals bij de Kapucijnen gebruikelijk. Vanaf de jaren 70 van de 20e eeuw was de kerk als parochiekerk in gebruik.
- Het voormalig Zustershuis met de Mariaschool, aan Langeweg 46, werd in 1914 geopend. Architect was Johan van Dongen. Het betrof de Zusters van Veghel die op verzoek van de Kapucijnen waren gekomen om aldaar een meisjesschool te stichten. Tegenwoordig huist hier een kantoor. De kloosterkapel werd gesloopt.
- Hoeve Cecilia, aan Langeweg 22, uit 1832

## Natuur en landschap
Langeweg ligt in een zeekleipoldergebied. Enkele historische dijken zijn nog in het landschap aanwezig. Ten westen van Langeweg bevindt zich nog het Zwanengat. Deze waterloop is een oude bedding van de Mark, een rivier die tegenwoordig ongeveer 1 km zuidelijker stroomt.
Het enige natuurgebied in de omgeving vormt Zonzeelse Polder, een weidevogelgebied.

## Voorzieningen
Langeweg heeft de beschikking over het dorpshuis Ons Stedeke, basisschool Mariaschool Langeweg, een café/restaurant, een sportzaal inclusief voetbalveld en Heilig Hartkerk.
Ook is er al sinds 1971 een Emmaus woon-werkgemeenschap met een kringloopcentrum.
Daarnaast kent Langeweg een actief verenigingsleven, met diverse sport- en muziekverenigingen, jeugd- en ouderenverenigingen en een toneelgezelschap.

## Verkeer en vervoer
Langeweg ligt aan de N285 (Zevenbergen - Breda).
Openbaar vervoer: in Langeweg komt streekbus 173 (Fijnaart - Klundert - Zevenbergen - Langeweg - Terheijden - Breda) van Arriva.

## Geboren in Langeweg
- Thijs van Oers (1900-1990), wielrenner
- Leo van Egeraat (1923-1991), toeristisch publicist en radio- en televisiepresentator
- Fons van der Stee (1928-1999), politicus
- Pam Cornelissen (1934-2020), politicus

## Galerij

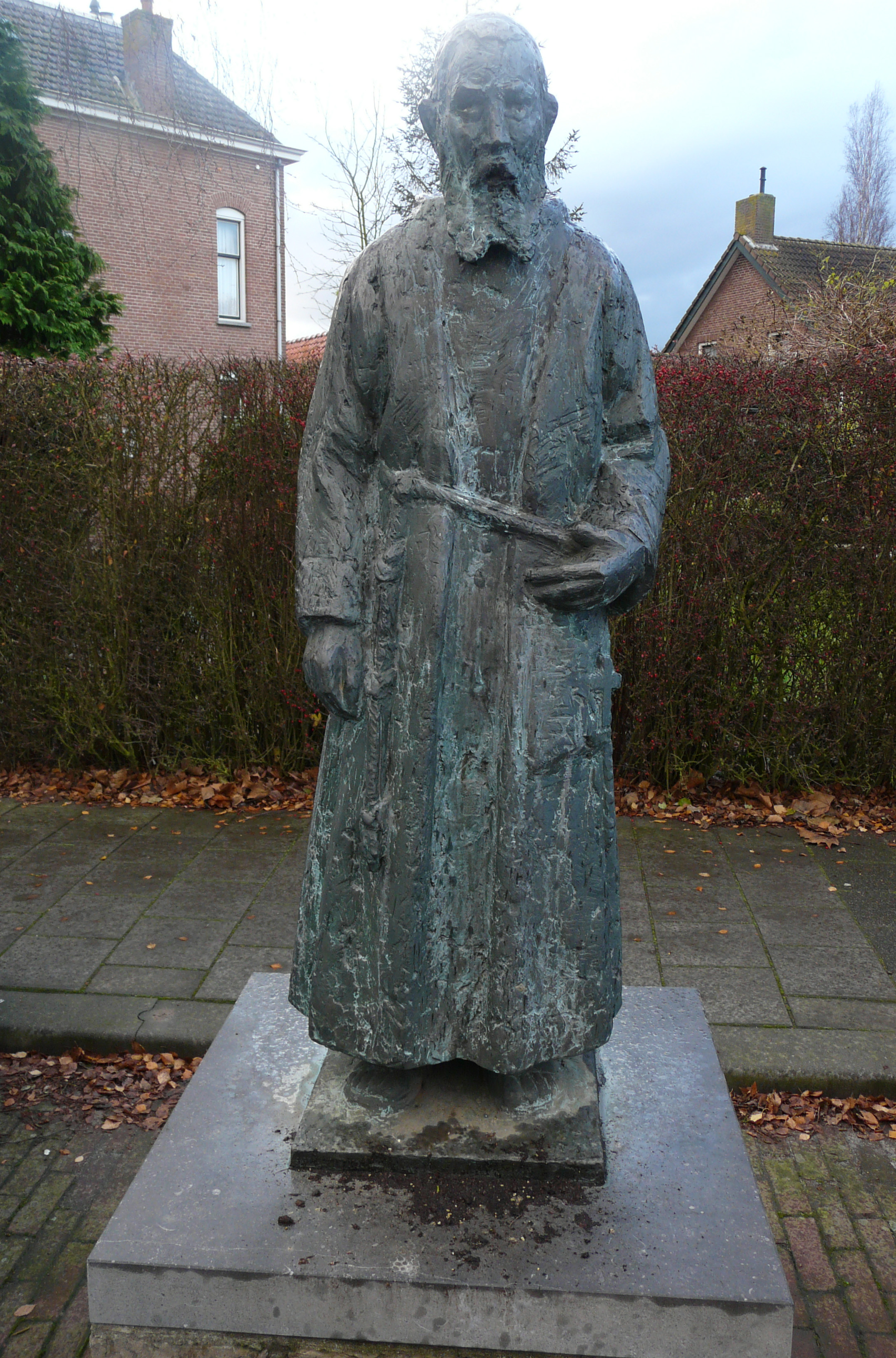
Beeld Capucijn
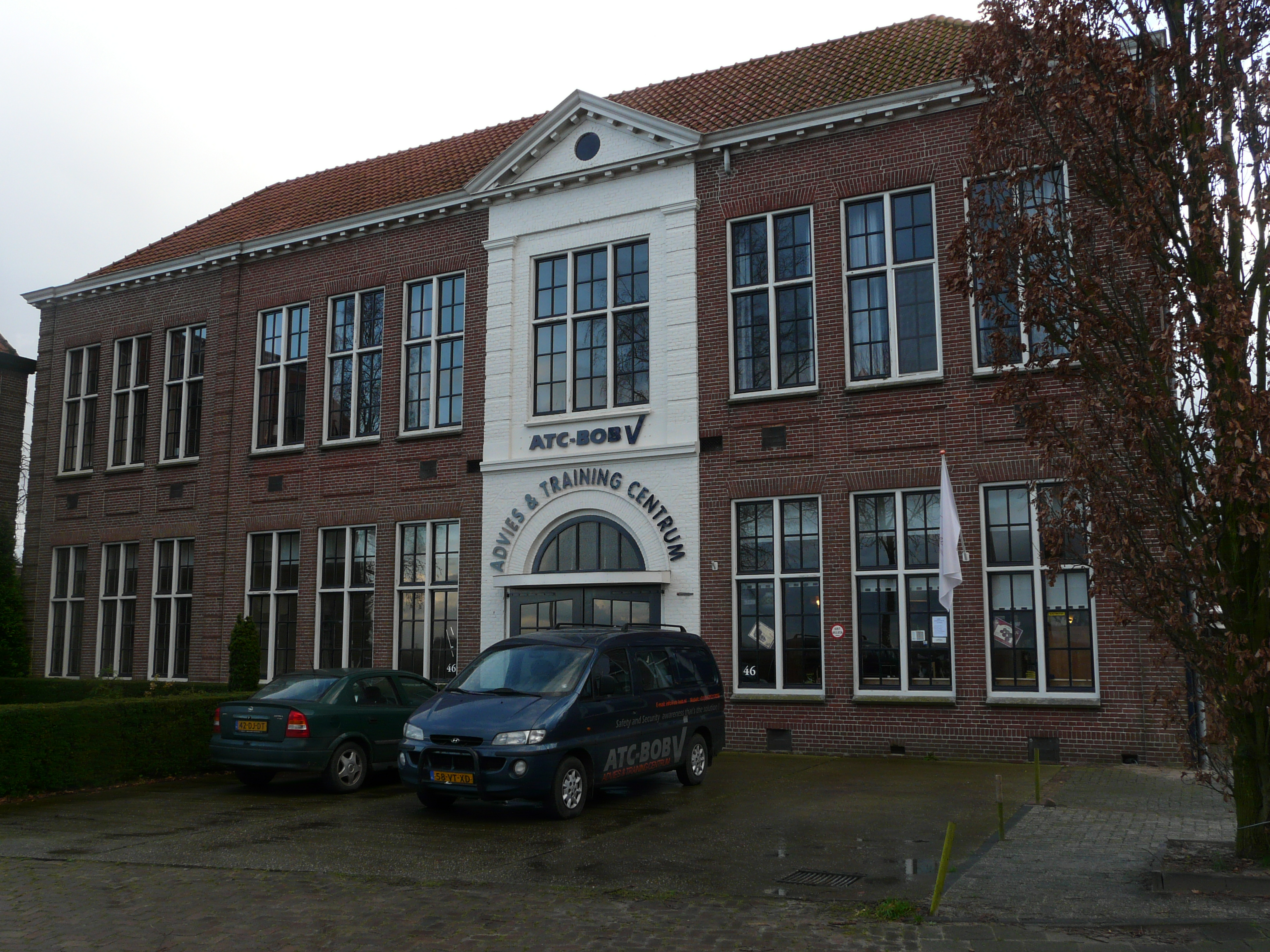
Voormalige Mariaschool
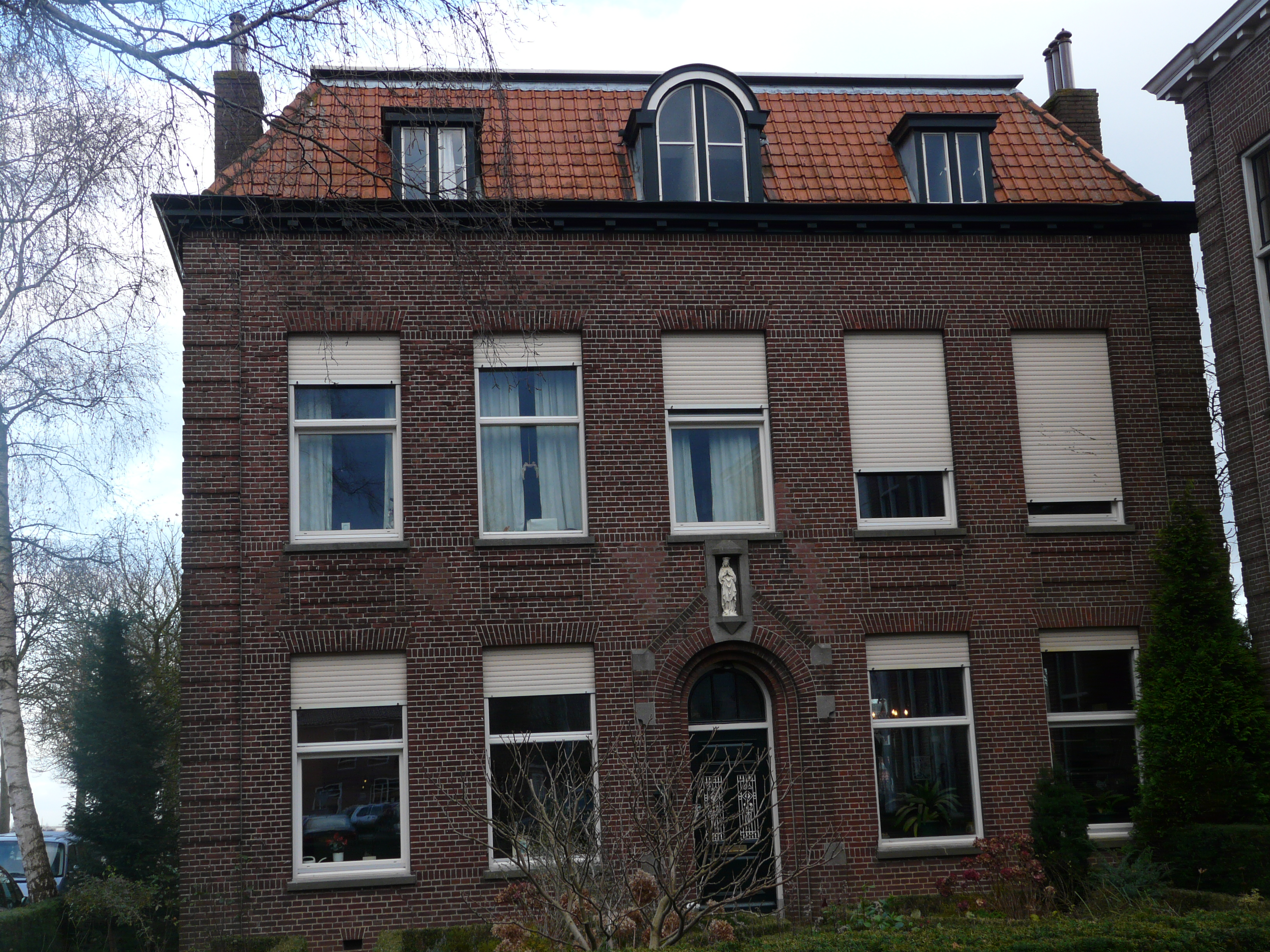
Voormalig Zusterhuis Franciscanessen van Veghel
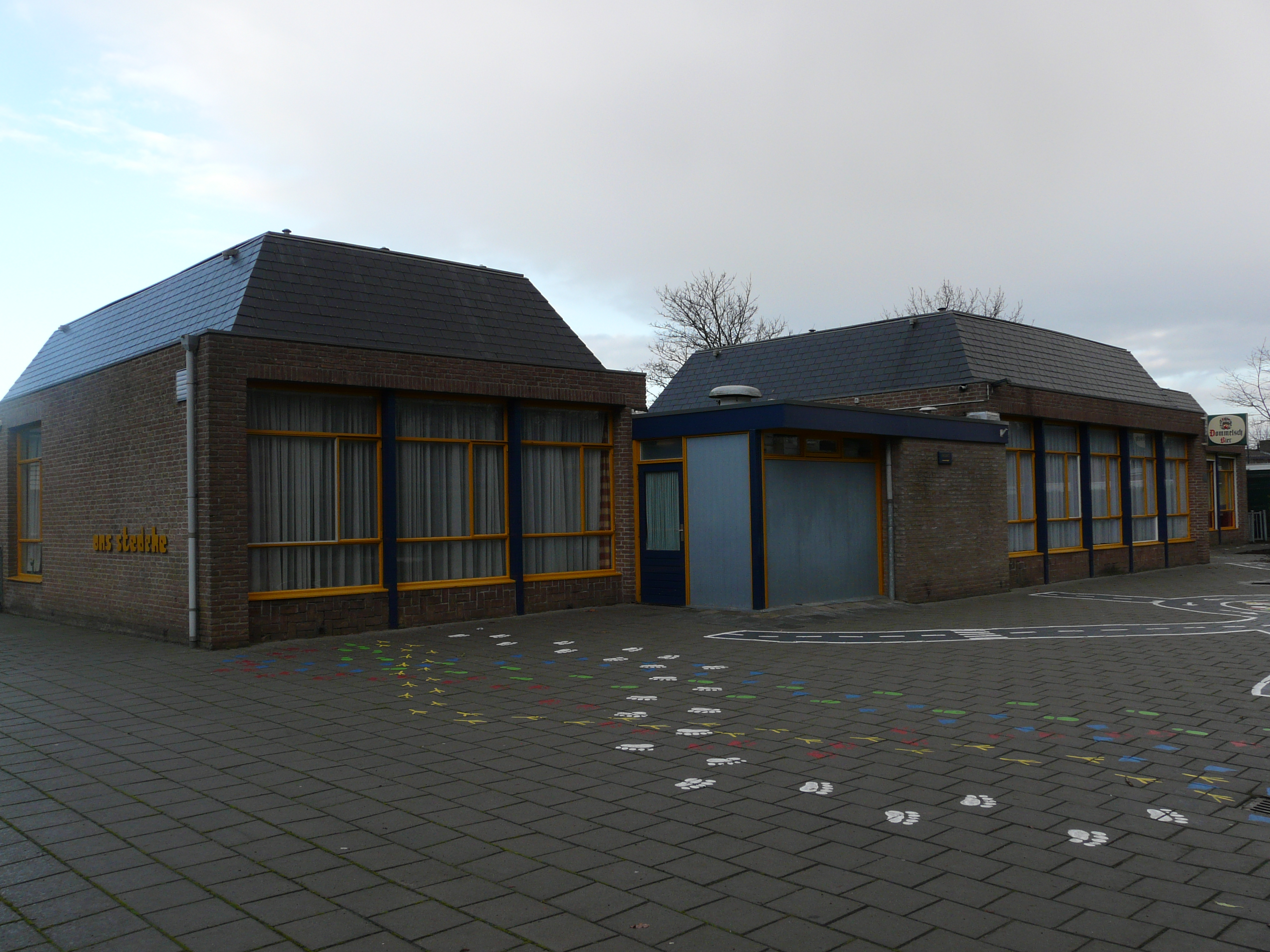
Dorpshuis Ons Stedeke

## Nabijgelegen kernen
- Zevenbergen, Zevenbergschen Hoek, Wagenberg, Leur